# Takashi Shimizu

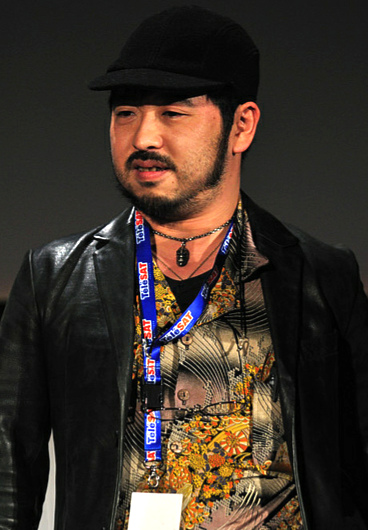
Takashi Shimizu

Takashi Shimizu (清水 崇 Shimizu Takashi, * 27. Juli 1972 in Maebashi, Präfektur Gunma) ist ein japanischer Filmproduzent, Autor und Regisseur.

## Karriere
Shimizu ist in der westlichen Welt vor allem durch seine J-Horrorfilme (Japan-Horror) Ju-on: The Grudge, Ju-on: The Grudge 2 und der Hollywood-Neuverfilmung The Grudge bekannt geworden. Auf die Neuverfilmung von The Grudge folgte 2006 die Fortsetzung Der Fluch – The Grudge 2, ebenfalls inszeniert von Shimizu. 2009 drehte er Schock Labyrinth 3-D.

## Filmografie (Auswahl)
- 2000: Juon: The Curse
- 2000: Ju-on – The Curse 2
- 2001: Tomie: Re-birth
- 2003: Ju-on: The Grudge
- 2003: Ju-on: The Grudge 2
- 2004: Marebito
- 2004: The Grudge – Der Fluch
- 2005: Rinne
- 2006: Der Fluch – The Grudge 2
- 2009: Schock Labyrinth 3-D (Senritsu meikyū 3D)
- 2014: Kikis kleiner Lieferservice (Majo no takkyūbin)
- 2014: Flug 7500 – Sie sind nicht allein (Flight 7500)